# Patinoire de Kotka
La patinoire de Kotka (finnois : Kotkan jäähalli) est une patinoire située dans le quartier de Rauhala à  Kotka en Finlande.
La patinoire a changé de nom  selon ses mécènes successifs Nordicbet Areena (2005–2007), KYMP Areena  (2007–2010), Expert Areena  (2010–2012), Ilona Areena (2012–2017), KSOY Areena (2017–2021).

## Utilisation
La patinoire est construite en 2005.
Au cours de la saison 2021-2022, la patinoire domicilie l'équipe de hockey sur glace Kotkan Titaanit, qui joue dans le championnat de Finlande de hockey sur glace D3. 
D'autres clubs utilisent également les patinoires Titaani-Juniorit ry, Piranhas Kotka ry, Kotkan  ry et Kotkan Taitoluistelu ry. 
La patinoire est aussi utilisée comme espace d'exposition pour diverses foires et événements

## Caractéristiques
Patinoire de compétition
La capacité d'accueil de la patinoire est de 1 958 spectateurs, dont 1 020 places assises, 928 places debout et 10 places pour handicapés. 
La taille de la patinoire de compétition est de 27 × 58 mètres.
Patinoire d'entraînement
La patinoire d'entraînement mesure 26 × 56 mètres et sa capacité d'accueil est de 100 personnes.